# Alofilia
En sociología, la alofilia es tener una actitud positiva hacia los miembros del exogrupo. Los miembros del exogrupo pueden ser cualquiera que posea características diferentes a las propias, como personas de diferentes razas, religiones, culturas, etc. El alófilo tiene una actitud positiva hacia un grupo que no es el suyo. Es un marco para comprender el liderazgo intergrupal efectivo y se conceptualiza como un estado mental medible con consecuencias tangibles.

## Terminología
El término alofilia fue acuñado por el profesor de la Universidad de Harvard Todd L. Pittinsky en 2006, luego de que no pudiera encontrar un antónimo de prejuicio en ningún diccionario. El término deriva de palabras griegas que significan "agrado o amor por el otro".

## Factores estadísticos
1. Cariño,
2. Comodidad,
3. Compromiso,
4. Entusiasmo,
5. Parentesco.

La escala de alofilia mide cada uno de estos factores. Ha sido adaptado y validado a otros idiomas como el italiano y el español, también a varios entornos, como para medir la actitud positiva hacia las personas con demencia, adultos jóvenes y mayores.

Escala de alofilia

## Prejuicio y relaciones intergrupales positivas
El remedio típico para los prejuicios es llevar a los grupos en conflicto a un estado de tolerancia. Sin embargo, la tolerancia no es la antítesis lógica del prejuicio, sino el punto medio entre los sentimientos negativos y los sentimientos positivos hacia los demás. La mejora de la alofilia debería servir como complemento a la reducción de los prejuicios.
La alofilia predice relaciones positivas con los miembros del grupo externo. Por ejemplo, un estudio en España muestra que los estudiantes con mayor alofilia tenían una menor distancia social hacia las personas con obesidad. Además, la experiencia positiva con miembros del exogrupo puede aumentar la alofilia, como se muestra en un estudio longitudinal de la gira de un cocinero en Vietnam. En ese estudio, los participantes, que eran estadounidenses, informaron sentimientos positivos hacia los vietnamitas que reflejaban facetas de alofilia en casi 10 años después del evento. 
En un estudio, se ha demostrado que la sinhedonia (experimentar alegría empática) está más estrechamente asociada con la alofilia, mientras que la simpatía (experimentar tristeza empática) ha demostrado estar más fuertemente asociada con el prejuicio. 